# Japanisches Kaiserreich
Als Japanisches Kaiserreich wird zumeist die von der Meiji-Restauration ab 1868 bis zum Ende des Zweiten Weltkriegs 1945 bestehende Staatsform Japans bezeichnet. Aus politischer Sicht umfasst es die Zeit von der Abschaffung der Han und Einrichtung der Präfekturen am 14. Juli 1871 über die Expansion Japans vom Pazifik in den Indischen Ozean bis zur formellen Unterzeichnung der Kapitulationsurkunde am 2. September 1945. Verfassungsgemäß bezieht sich der Begriff auf die Zeit vom 30. November 1890 bis zum 2. Mai 1947. Die Namen Japanisches Reich und Kaiserliches Japan sind allgemein bekannt und werden verwendet, obwohl die wörtliche Übersetzung der japanischen Bezeichnung Kaiserreich Großjapan lautet.
Das Land wurde Japanisches Kaiserreich genannt, seitdem die dem Shōgun feindlich gegenüberstehenden Lehen Satsuma und Chōshū in der Meiji-Restauration die Grundlage einer neuen Regierung mit dem Ziel bildeten, das Reich zu vereinen. Dennoch wurde erst in der „Verfassung des Kaiserreichs Großjapan“ von 1889 der Titel Tennō („Kaiser von Japan“) das erste Mal offiziell genutzt. 1936 wurde der offizielle Name des Landes gesetzlich festgeschrieben. Bis dahin wurden die Namen Nippon („Japan“), Nippon koku oder Nihon koku („Land Japan“), Dai-Nippon („Großjapan“), Dai-Nippon koku oder Dai-Nihon koku („Staat Großjapan“), Nihon Teikoku („Kaiserreich Japan“) gleichzeitig in offizieller Funktion verwendet.
1946, ein Jahr nach Kriegsende, wurde Japan restrukturiert und der Staatsname geändert. Mit dem Entwurf der Verfassung Japans von 1946 wurde der Staat als „Staat Japan“ (Nihon Koku) bezeichnet.

## Geschichte
Für den militärisch-industriellen Entwicklungsplan und das industrielle Wachstum insgesamt herrschten merkantilistische Theorien vor. Es herrschte die Meinung vor, dass ressourcenreiche Kolonien benötigt würden, um mit den europäischen Mächten mithalten zu können. Hokkaido wurde 1869 eingegliedert und das Ryukyu-Königreich Okinawas 1879. Formosa (das heutige Taiwan) war zusammen mit den Penghu-Inseln 1895 als Flottenstützpunkt und Vorzeigekolonie dem Qing-Reich abgenommen worden. Sachalin wurde nach im Russisch-Japanischen Krieg erobert. Korea wurde 1910 annektiert und wurde ähnlich zu Hokkaido und den Ryukyu-Inseln zur vollständigen Assimilierung ausgelegt. Die Mandschurei bot Eisen und weitere Mineralien, Indochina Gummi und die riesigen Ressourcen Chinas waren daher das wirtschaftliche Hauptziel Japans bis zur Niederlage im Zweiten Weltkrieg.
Im Ersten Weltkrieg stand Japan, das spätestens durch seinen Sieg im Krieg gegen Russland (1904 bis 1905) in den Rang einer Großmacht aufgerückt war, an der Seite der Entente. Bereits bis zum Herbst 1914 konnte es einen Teil der deutschen Kolonie Deutsch-Neuguinea besetzen und den deutschen Stützpunkt Tsingtau in China einnehmen, so dass Japans Beteiligung an den militärischen Auseinandersetzungen relativ begrenzt blieb.

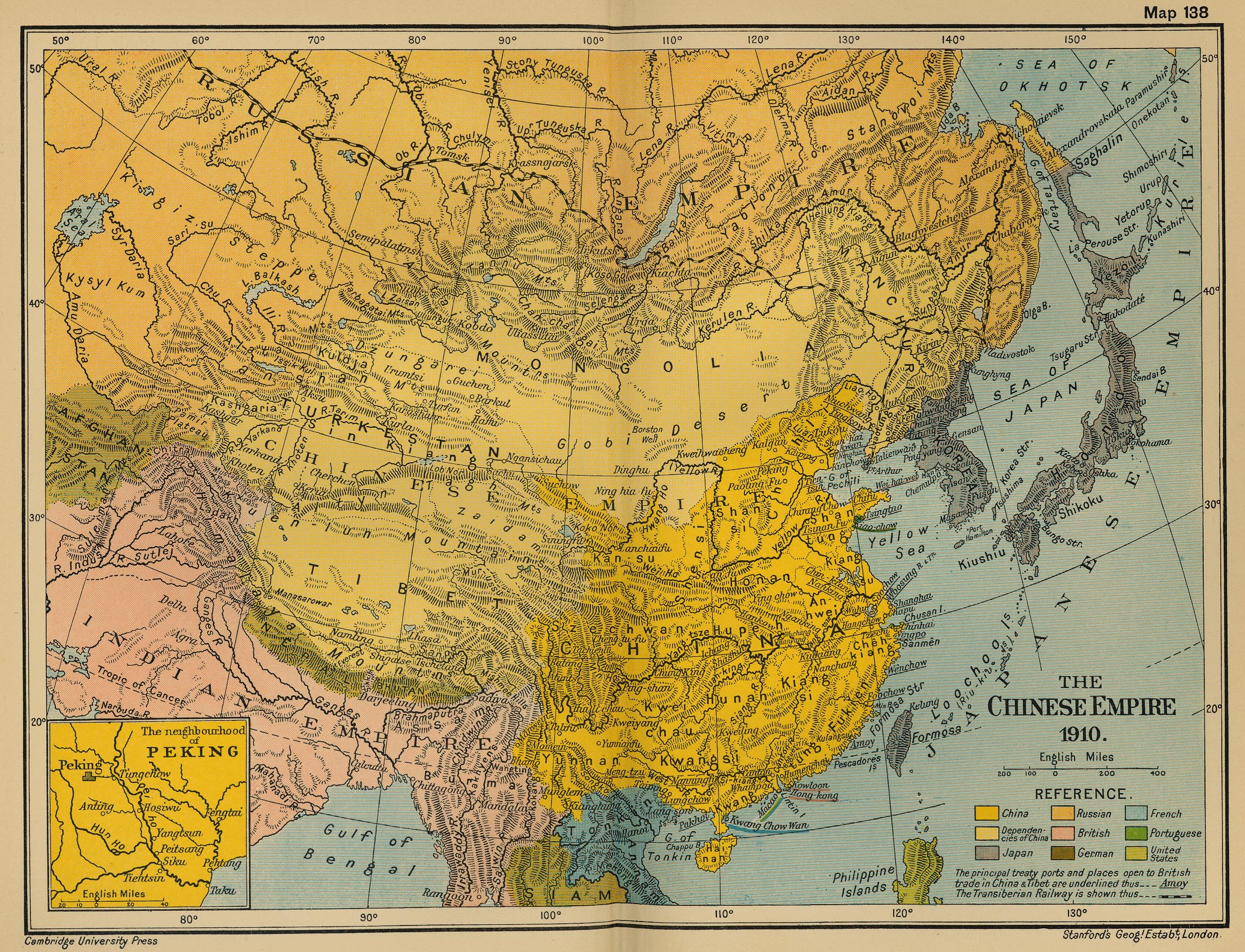
Karte (1910) mit dem Staatsgebiet des Japanischen Kaiserreichs (grau unterlegt)

Japan sah sich auf der Pariser Friedenskonferenz von 1919 rassistisch diskriminiert und nicht auf gleicher Augenhöhe mit den Westmächten. Dies trug zur allmählichen Abwendung des Kaiserreichs vom Westen bei. 1923 endete die seit 1902 bestehende Anglo-Japanische Allianz.
Mit der Weltwirtschaftskrise wandte sich das Japanische Kaiserreich wie auch einige andere Länder einer Politik zu, die unter dem Begriff des Faschismus debattiert wird. Es war eine einzigartige politische Form, wenn auch mit einigen Parallelen zu in Europa bestehenden. Japan verfolgte nun vor allem zwei ökonomische Ziele. Zuerst einmal scheint eine streng kontrollierte Rüstungsindustrie die nationale Ökonomie mitten in der Depression wieder in Schwung gebracht zu haben. Wegen des Mangels an natürlichen Ressourcen auf den japanischen Inseln mussten, um einen starken Industriesektor auf einem schnellen Wachstumskurs zu halten, Rohmaterialien wie Eisen, Erdöl und Kohle zu großen Teilen importiert werden. Die meisten dieser Materialien kamen aus den Vereinigten Staaten.
Die Mandschurei wurde 1931 gegen nur schwachen Widerstand erobert. Nach außen wurde dieser Krieg gerechtfertigt, indem man behauptete, man würde die Mandschu von der chinesischen Herrschaft befreien. Es wurde daraufhin eine Marionettenregierung (Mandschukuo) eingesetzt, mit dem früheren Kaiser von China Puyi als Staatsoberhaupt. Jehol, ein an die Mandschurei grenzendes chinesisches Territorium, wurde 1933 eingenommen.
Japan begann 1937 mit der Invasion Chinas und löste damit den Zweiten Japanisch-Chinesischen Krieg aus, der überdies in einem Konflikt zwischen Mao Zedongs Kommunisten und Chiang Kai-sheks Nationalisten gipfelte. Japan brachte den größten Teil der chinesischen Küsten und die Hafenstädte unter Kontrolle, vermied dabei aber sorgfältig, die europäische Einflusssphäre zu tangieren. Vor der Invasion 1936 hatte Japan einen antikommunistischen Vertrag, den sogenannten Antikominternpakt, mit Deutschland abgeschlossen, dem 1937 auch Italien beitrat. Am 27. September 1940 schloss Japan mit dem Deutschen Reich und dem Königreich Italien den Dreimächtepakt. Der wesentlichste Einfluss geschah durch den Angriff Japans auf Pearl Harbor. Durch den Überraschungsangriff ohne vorherige Kriegserklärung wurde ein Großteil der amerikanischen Schlachtflotte ausgeschaltet, wodurch die japanische Flotte für mehrere Monate die absolute Überlegenheit im Pazifikraum besaß.